# Torzeit
Als Torzeit wird bei Verfahren der Laufzeitmessung jene kurze Zeitspanne bezeichnet, nach der frühestens mit dem reflektierten Signal gerechnet wird. Vereinzelt spricht man auch von Echo-Zeit.
Die aus der genäherten Position von Sender und Empfänger vorausberechnete Torzeit wird in das Programm des Intervallzähler im Empfänger eingegeben und ignoriert alle (vermutlich falschen) Echos, die vor ihrem Ablauf eintreffen. Von dieser indirekt eingeschränkten Öffnungszeit des Empfängers hat der Terminus seinen Namen.
Für die Laser-Distanzmessungen zu Erdsatelliten ist eine realistische Torzeit besonders wichtig, weil bei größeren Entfernungen (ab etwa 5.000 km) nur wenige Lichtquanten zurückkommen, die mit Sicherheit erkannt werden müssen. Noch gravierender ist das Problem bei Tagbeobachtungen, wo das Tageslicht um ein millionenfaches heller ist als die zu messenden Echos vom Satelliten.